# Acrobeles ornatus
Acrobeles ornatus är en rundmaskart. Acrobeles ornatus ingår i släktet Acrobeles och familjen Cephalobidae. Inga underarter finns listade i Catalogue of Life.